# ماريا يوزفا النمساوية (أرستقراطية)
أرشيدوقة ماريا يوزفا من النمسا (بالألمانية: Maria Josepha von Österreich)‏ (و. 1751 – 1767 م) هي أرستقراطية نمساوية، ولدت في فيينا، توفيت في فيينا، عن عمر يناهز 16 عاماً، بسبب جدري.